# Eureka Valley
Eureka Valley é o nome histórico do grande bairro do Castro na cidade de São Francisco, Califórnia. O termo Eureka Valley descreve uma área maior, incluindo muitas áreas residenciais, enquanto "o Castro" denota principalmente a parte comercial predominantemente de orientação gay na ruas Castro e 18ª. O termo Eureka Valley, contudo, é amplamente fora de uso, trocado por "o Castro" quando a comunidade gay cresceu na área.